# رالف أندرسون (لاعب كرة قدم أمريكية أمريكي)
رالف أندرسون (بالإنجليزية: Ralph Anderson)‏ هو لاعب كرة قدم أمريكية أمريكي، ولد في 3 أبريل 1949 في دالاس في الولايات المتحدة، وتوفي في 20 ديسمبر 2016.

## وصلات خارجية
- رالف أندرسون على موقع مرجع كرة القدم المحترفة.كوم (الإنجليزية)